# Francisco de Peñalosa
Francisco de Peñalosa (Talavera de la Reina, ca. 1470 — Sevilha, 1 de abril de 1528) foi um sacerdote e compositor espanhol do Renascimento.

## Biografia
Nasceu em Talavera de la Reina por volta de 1470, ainda que alguns investigadores creiam que nasceu entre 1464 e 1468. Desconhece-se onde adquiriu os seus estudos musicais e sacerdotais.
Em 11 de maio de 1498 foi nomeado capelão e cantor da capela do rei Fernando II de Aragão, posto que ocupou até à morte do rei em 1516. O seu salário foi aumentado em maio de 1503 para 30.000 maravedis, sendo o ordenado mais alto pago a um cantor da Capela Real. A partir de 1511 foi também maestro de música do infante e neto dos Reis Católicos, Fernando I de Habsburgo.
Em 1506 foi nomeado cónego da Catedral de Sevilha por petição real. Contudo, a dita nomeação foi impugnada e vários anos passaram até que o litígio fosse saldado em seu favor. A partir de então acumulou o seu posto na Capela Real com o da catedral sevilhana.
Por um documento datado de 4 de novembro de 1517 sabe-se que Peñalosa viajou até Roma para ocupar um posto no coro da capela do papa Leão X. No dia 30 de agosto de 1518 trocou com o seu amigo Diego de Muros (mais tarde bispo de Oviedo) o posto de cónego em Sevilha por um arcediagado em Carmona. Após a morte do papa em 1521 voltou a Sevilha, recuperando o estatuto de cónego na catedral. Aí se achando contribuiu para a formação musical de Cristóbal de Morales, que se encontrava na dita catedral como menino cantor do coro. No dia 1 de abril de 1528 morreu, em Sevilha, sendo enterrado na nave de São Paulo na catedral local.

## Obra
Peñalosa foi um dos mais famosos compositores espanhóis da geração anterior a Cristóbal de Morales. Além disso também é o compositor da sua época com maior número de obras conservadas. Dele se conservam 6 missas completas, 2 missas incompletas, uma delas ferial, uns 25 motetes, 3 lamentações, 7 magnificat, 5 hinos e 11 composições seculares com texto em castelhano.
De seguida detalham-se as obras conservadas de Francisco de Peñalosa. Os códigos da coluna de "Fontes musicais" são especificadas mais abaixo. Os da coluna de "Gravações" são especificados na secção de "Discografia".
| N.º                                                          | Obra                                                           | Vozes | Forma musical | Fontes musicais                                  | Gravações                                   | Comentários |
| Obras seculares                                              |                                                                |       |               |                                                  |                                             | |
| ------------------------------------------------------------ | -------------------------------------------------------------- | ----- | ------------- | ------------------------------------------------ | ------------------------------------------- | --- |
| 1                                                            | Alegraos, males esquivos                                       | 3     | vilancico     | CMP                                              |                                             | |
| 2                                                            | A tierras agenas                                               | 3     | vilancico     | CMP                                              | CMU, BIN                                    | |
| 3                                                            | De mi dicha no se spera                                        | 3     | vilancico     | CMP                                              |                                             | |
| 4                                                            | El triste que nunca os vio                                     | 3     | vilancico     | CMP                                              | GIS, BIN, EGB, RON                          | |
| 5                                                            | Lo que mucho se desea                                          | 2     | vilancico     | CMP                                              |                                             | |
| 6                                                            | Los braços traygo cansados                                     | 3     | vilancico     | BAR                                              | LCT, LTB                                    | |
| 7                                                            | Niña, erguideme los ojos                                       | 3     | vilancico     | CMP                                              |                                             | |
| 8                                                            | Por las sierras de Madrid                                      | 6     | canção        | CMP                                              | GIS, BIN, REY, CMM, GOT, HES, SEM, KSH, CIB | Ensalada em que se cantam à vez quatro refrões tradicionais de diferentes canções e uma frase final em latim                         |
| 9                                                            | Pues vivo en perder la vida                                    | 3     | vilancico     | CMP                                              |                                             | |
| 10                                                           | Que dolor mas me doliera                                       | 3     | vilancico     | CMP                                              |                                             | |
| 11                                                           | Tú que vienes de camino                                        | 3     | canção        | CMP                                              |                                             | Incompleta. |
| Obras religiosas                                             |                                                                |       |               |                                                  |                                             | |
| Motetes                                                      |                                                                |       |               |                                                  |                                             | |
| 12                                                           | Unica est columba mea                                          | 3     | motete        | TZ2, TAN                                         | PCA                                         | |
| 13                                                           | Nigra sum sed formosa                                          | 3     | motete        | TZ2                                              | PCA, SON                                    | |
| 14                                                           | Adoro te, Domine Iesu Christe                                  | 3     | motete        | TZ2                                              | PCA, VEL                                    | |
| 15                                                           | Ne reminiscaris, Domine                                        | 3     | motete        | TZ2                                              | PCA, COL, GOT                               | |
| 16                                                           | Sancta Maria, succurre miseris                                 | 3     | motete        | TZ2                                              | PCA, GOT                                    | |
| 17                                                           | Pater noster qui es in caelis                                  | 4     | motete        | TZ2, TOL                                         | PCA, CMM, FIG                               | |
| 18                                                           | Emendemus in melius                                            | 4     | motete        | TZ2, TOL                                         | PCA, PEÑ                                    | |
| 19                                                           | Sancta mater, istud agas                                       | 4     | motete        | TZ2, TOL, SEV, BAR, GUA                          | TOR, PCA, COL, REN, CAB, HIL, PEÑ, CSY      | Na fonte BAR é atribuído erroneamente a Josquin des Prez.                                                                            |
| 20                                                           | Ave, verum corpus natum                                        | 4     | motete        | TZ2                                              | PCA, COL, PEÑ                               | |
| 21                                                           | O decus virgineum                                              | 4     | motete        | TZ2                                              | FIG                                         | |
| 22                                                           | Inter vestibulum ac altare                                     | 4     | motete        | TZ2, TOL                                         | PCA, VEL, HIL, PEÑ                          | |
| 23                                                           | O domina sanctissima                                           | 4     | motete        | TZ2, TOL                                         | PCA, REN, MAJ, FIG                          | |
| 24                                                           | Precor te, Domine                                              | 4     | motete        | TZ2, BAR, TOL                                    | PCA, COL, GOT                               | |
| 25                                                           | Deus, qui manus tuas                                           | 4     | motete        | TZ2                                              | PCA, PEÑ                                    | |
| 26                                                           | Domine Iesu Christe qui neminem                                | 4     | motete        | TZ2                                              | PCA                                         | |
| 27                                                           | O domine, secundum actum meum                                  | 4     | motete        | TZ2                                              | PCA                                         | |
| 28                                                           | In passione positus Iesus                                      | 4     | motete        | TZ2, COI                                         | PCA                                         | |
| 29                                                           | Ave, vera caro Christi                                         | 4     | motete        | TZ2, CML                                         | PCA, COL, CMM, PEÑ                          | |
| 30                                                           | Ave, vere sanguis dommi                                        | 4     | motete        | TZ2, COI, CML                                    | PCA, PEÑ                                    | |
| 31                                                           | Ave, regina caelorum                                           | 4     | motete        | TZ2                                              | PCA, COL, REN                               | |
| 32                                                           | Tribularer, si nescirem                                        | 4     | motete        | BAR, TOL                                         | PCA                                         | |
| 33                                                           | Memorare, piissima opprobria                                   | 4     | motete        | BAR, TOL, COI, SC1, SEV, T23, C32                |                                             | Autoria duvidosa. As fontes SC1, SEV y T23 atribuem-no a Pedro de Escobar e a fonte TOL atribui-o a Peñalosa                         |
| 34                                                           | Versa est in luctum                                            | 4     | motete        | TOL                                              | PCA, ORL, PEÑ                               | |
| 35                                                           | O bone Iesu, illumina                                          | 4     | motete        | BAR, CMS, ORF, COI, T23, C32, C48, C53, VEN, CML | MUN, SCH, CPE                               | Autoria duvidosa. A fonte BAR atribui-o a "Penyalosa", a CMS a Juan de Anchieta, a T23 a Antonio de Ribera e na VEN a Loyset Compère |
| 36                                                           | Transeunte Domino Iesu                                         | 5     | motete        | TZ2                                              | PCA                                         | |
| 37                                                           | Domine Jesu Christe qui hora diei                              | 4     | motete        | CMS, SEV, T23, TZ5, VAL, COI, C32, CML           | COL, CPE, VIA                               | Autoria duvidosa. As fontes CMS e SEV atribuem-no a Juan de Anchieta e a fonte TZ5 a Peñalosa.                                       |
| Magnificat                                                   |                                                                |       |               |                                                  |                                             | |
| 38                                                           | Magnificat primi toni                                          | 4     | Magnificat    | TZ2, COI, CML                                    |                                             | |
| 39                                                           | Magnificat tertii toni                                         | 4     | Magnificat    | TZ2                                              |                                             | |
| 40                                                           | Magnificat quarti toni I                                       | 4     | Magnificat    | TZ2                                              | HIL                                         | |
| 41                                                           | Magnificat quarti toni II                                      | 4     | Magnificat    | TZ2                                              |                                             | |
| 42                                                           | Magnificat sexti toni                                          | 4     | Magnificat    | TZ2                                              |                                             | |
| 43                                                           | Magnificat octavi toni I                                       | 4     | Magnificat    | TZ2                                              |                                             | |
| 44                                                           | Magnificat octavi toni II                                      | 4     | Magnificat    | TZ2                                              |                                             | |
| Lamentações                                                  |                                                                |       |               |                                                  |                                             | |
| 45                                                           | Aleph: Quomodo obscuratum est                                  | 4     | lamentação    | T23                                              |                                             | |
| 46                                                           | Aleph: quomodo obtexit caligine                                | 4     | lamentação    | T23                                              |                                             | |
| 47                                                           | Et factum est postquam                                         | 4     | lamentação    | T23                                              |                                             | |
| Hinos                                                        |                                                                |       |               |                                                  |                                             | |
| 48                                                           | Sanctorum meritis                                              | 4     | hino          | T23                                              |                                             | |
| 49                                                           | Iste confessor (O lux beata trinitas)                          | 4     | hino          | T23                                              |                                             | |
| 50                                                           | Quae te vicit clementia (2a estrofa de: Jesu nostra redemptio) | 4     | hino          | T23                                              | CMM                                         | |
| 51                                                           | Sacris solemniis                                               | 4     | hino          | T23                                              | WES                                         | |
| 52                                                           | Gloria laus et honor                                           | 4     | hino          | TZ5                                              |                                             | |
| Missas e partes de missa                                     |                                                                |       |               |                                                  |                                             | |
| 53                                                           | Misa Ave María peregrina                                       | 4     | missa         | T23                                              | WES                                         | É a única das missas de Peñalosa composta sobre temas gregorianos.                                                                   |
| 54                                                           | Misa El ojo                                                    | 4     | missa         | T23, COI                                         | PEÑ                                         | |
| 55                                                           | Misa Nunca fue pena mayor                                      | 4     | missa         | T23                                              | BIN, CMM, WES, CAP                          | Composta sobre a melodia da obra do mesmo nome que se acha no Cancioneiro de Palácio de Juan de Urrede                               |
| 56                                                           | Misa Por la mar                                                | 4     | missa         | T23                                              |                                             | |
| 57                                                           | Misa L'homme armé                                              | 4     | missa         | T23                                              | ORL (Credo)                                 | |
| 58                                                           | Misa Adieu mes amours                                          | 4     | missa         | T23                                              |                                             | |
| 59                                                           | Kyrie, Sanctus, Agnus Dei                                      | 4     | missa         | TZ5                                              |                                             | Missa ferial incompleta |
| 60                                                           | Gloria, Credo                                                  | 4     | missa         | T23                                              |                                             | Missa incompleta |
| 61                                                           | Kyrie                                                          | 3     | Kyrie         | ORF                                              |                                             | |
| 62                                                           | Kyrie                                                          | 4     | Kyrie         | TZ5                                              |                                             | |
| 63                                                           | Kyrie in feriis                                                | 4     | Kyrie         | TZ5                                              |                                             | Autoria duvidosa. Atribuído a Diego Montes ou a Peñalosa.                                                                            |
| Outras obras de autoria duvidosa ou atribuídas erroneamente. |                                                                |       |               |                                                  |                                             | |
| --                                                           | Sicut cervus                                                   | 2     | tractus       | TZ5                                              |                                             | Na fuente TZ5 é atribuído a Peñalosa mas na realidade é parte de uma missa de defuntos composta por Johannes Ockeghem                |
| --                                                           | Qui expansis                                                   |       |               | TZ5                                              |                                             | |
| --                                                           | Qui prophetice                                                 |       |               | TZ5                                              |                                             | |
| --                                                           | Christus Dominus factus est                                    |       |               | TZ5                                              |                                             | |

Estas obras encontram-se nas seguintes fontes:
Manuscritos:
- BAR - Barcelona, Biblioteca de Catalunya, Ms 454 (Cancioneiro de Barcelona) (E-Bbc 454)
- ORF - Barcelona, Orfeó Catalá, ms. 5 (E-Boc 5)
- COI - Coimbra, Biblioteca Geral da Universidade, MS M.12 (P-Cug M.12)
- C32 - Coimbra, Biblioteca Geral da Universidade, MS M.32 (P-Cug M.32)
- C48 - Coimbra, Biblioteca Geral da Universidade, MS M.48 (P-Cug M.48)
- C53 - Coimbra, Biblioteca Geral da Universidade, MS M.53 (P-Cug M.53)
- GUA - Guatemala, Arquivo de música da Catedral, Ms. 4 (GCA-Gc4)
- CML - Lisboa, Biblioteca Nacional Coleçāo Dr. Ivo Cruz, MS 60 (Cancioneiro de Lisboa) (P-Ln Res C.I.C. 60)
- CMP - Madrid, Biblioteca Real, MS II - 1335 (Cancioneiro de Palácio) (E-Mp 1335)
- CMS - Segóvia, Catedral, Arquivo Capitular, s.s. (Cancioneiro de Segóvia) (E-SE s.s)
- SEV - Sevilha, Catedral Metropolitana, Biblioteca Capitular e Colombina, Ms. 5-V-20 (E-Sc 5-V-20)
- SC1 - Sevilha, Catedral Metropolitana, Biblioteca Capitular e Colombina, Ms. 1 (E-Sc 1)
- TZ2 - Tarazona, Arquivo Capitular da Catedral, ms. 2 (E-TZ 2)
- T23 - Tarazona, Arquivo Capitular da Catedral, ms. 2/3 (E-TZ 2/3)
- TZ5 - Tarazona, Arquivo Capitular da Catedral, ms. 5 (E-TZ 5)
- TOL - Toledo, Biblioteca Capitular da Catedral Metropolitana, MS B. 21 (E-Tc 21)
- VAL - Valladolid, Catedral Metropolitana, Arquivo de Música MS 5 (E-Vp 5)

Livros impressos:
- VEN - 1519 - Motetti de la corona. Libro tertio. Venecia, O. Petrucci
- TAN - 1540 - Arte novamente inventada pera aprender a tanger de Gonçalo de Baena. Lisboa, Oficina de Germão Galharde

## Discografia
- 1955 - [CMU] Music of the Renaissance. Collegium Musicum, Krefeld. Robert Haas. Vox Pl 8120 (LP).
- ???? - [GIS] La música en la Corte de los Reyes Católicos. Ars Musicae de Barcelona, Coro Alleluia. Enrique Gispert. MEC 1001
- 1976 - [MUN] The Art of the Netherlands. Early Music Consort of London. David Munrow.
- 1981 - [BIN] Peñalosa: Missa Nunca fue pena mayor, Chansons / Cabezón: Tiento du 5º ton, Pange Lingua. Ensemble Gilles Binchois. Auvidis Disque AV 4952 (LP)
- 1987 - [REY] Ramillete de Cantigas, Villancicos, Ensaladas, Romances, Glosas, Tonos e otros Entretenimientos. Grupo Sema. Pepe Rey. Discos Oblicuos DO 0003.
- 1987 - [TOR] Polifonia Sacra nel Rinascimiento spagnolo. Corale Universitaria di Torino. Dario Tabia. Bongiovanni GB 1905-1975
- 1989 - [HIL] Sacred and Secular Music from six centuries. The Hilliard Ensemble. Hyperion Helios CDH 55148.
- 1991 - [PCA] Peñalosa: Complete Motets. Pro Cantione Antiqua. Bruno Turner. Hyperion 66574.
- 1991 - [HIE] Spanish and Mexican Renaissance Vocal Music. Music in the Age of Columbus / Music in the New World. The Hilliard Ensemble. Virgin Edition 61394 (2 CD).
- 1991 - [HES] El Cancionero de Palacio, 1474-1516. Música en la corte de los Reyes Católicos. Hespèrion XX. Jordi Savall. Astrée (Naïve) ES 9943.
- 1992 - [WES] Francisco de Peñalosa: Missae Ave Maria peregrina, Nunca fue pena mayor. Westminster Cathedral Choir. James O'Donnell. Hyperion 66629.
- 1992 - [SEM] Por las sierras de Madrid. Grupo Sema. Pepe Rey. SGAE.
- 1993 - [GOT] The Voice in the Garden. Spanish Songs and Motets, 1480-1550. Gothic Voices. Christopher Page. Hyperion 66653.
- 1994 - [REN] Ave Maris Stella. Music to the Blessed Virgin from Seville Cathedral (c.1470-1550). Orchestra of the Renaissance. Richard Cheetham. Almaviva 0115.
- 1995 - [MAJ] Grand Tour: Music from 16th and 17th century Italy, Spain, and Germany. His Majestys Sagbutts and Cornetts. Hyperion CDA66847.
- 1996 - [EGB] Sola m'ire. Cancionero de Palacio. Ensemble Gilles Binchois. Dominique Vellard. Virgin Veritas 45359.
- 1997 - [CMM] Court and Cathedral. The two worlds of Francisco de Peñalosa. Concentus Musicus Minnesota. Arthur Maud. Meridian 84406.
- 1998 - [LCT] Roncevaux: "Échos d'une bataille". Évocation musicale de la "Chanson de Roland". Ensemble "Lachrimae Consort", Ensemble vocal "La Trulla de Bozes". Philippe Foulon. Mandala MAN 4953.
- 1998 - [RON] Sephardic Journey. Spain and the Spanish Jews. La Rondinella. Dorian DOR 93 171.
- 1998 - [VEL] Pedro de Escobar: Requiem. Ensemble Gilles Binchois. Dominique Vellard. Virgin Veritas 45328.
- 1999 - [LTB] Roncevaux: Échos d'une Bataille. Ensemble Lachrimae Consort. Ensemble Vocal La Trulla de Bozes
- 2000 - [CAP] Nunca fue pena mayor. Música Religiosa en torno al Papa Alejandro VI. Capella de Ministrers y Cor de la Generalitat Valenciana. Carles Magraner. Auvidis Ibèrica (Naïve) AVI 8026.
- 2000 - [CAB] Anchieta: Missa Sine Nomine / Salve Regina. Capilla Peñaflorida, Ministriles de Marsias. Josep Cabré. Naxos 8.555772.
- 2000 - [KSH] Fire-Water. The Spirit of Renaissance Spain. King' Singers. The Harp Consort. Andrew Lawrence-King
- 2000 - [VIA] Música Sacra en la época de Carlos V. Capilla Príncipe de Viana. Àngel Recasens. Clara Vox - Àudiovisuals 5.1734
- 2002 - [ORL] The Toledo Summit. Early 16th c. Spanish and Flemish Songs and Motets. Orlando Consort. Harmonia Mundi USA 907328.
- 2002 - [SON] Song of Songs. The Song Company. Ronald Peelman. Celestial Harmonies 13199.
- 2004 - [COL] Peñalosa: Un Libro de Horas de Isabel La Católica. Odhecaton. Paolo Da Col. Bongiovanni 5623.
- 2004 - [FIG] Escobar: Missa in Granada, 1520. Ensemble Cantus Figuratus. Dominique Vellard. Christophorus 77263.
- 2004 - [SCH] Música litúrgica en tiempos de Isabel la Católica. Schola Gregoriana Hispana, Coral "Ciudad de Granada", Ensemble La Danserye, Coro "Manuel de Falla" de la Universidad de Granada. Universidad de Granada. AMB-04004-CD
- 2005 - [CPE] Juan de Anchieta: Missa Rex Virginum - Motecta. Capilla Peñaflorida. Josep Cabré. K 617
- 2006 - [CIB] La Spagna. Felipe I El Hermoso. Mecenas de la música europea. Camerata Iberia. Juan Carlos de Mulder. Open Music BS 059 CD
- 2006 - [PEÑ] Francisco de Peñalosa: Missa El Ojo - Motetten. Peñalosa-Ensemble. Organum Classics Ogm 261081
- 2008 - [CSY] Stella del nostro mar. Past and present reflections of the Marian inspiration. Cantica Symphonia. Glossa 31905.